# Bittersand
『Bittersand』(ビターサンド)は、2021年6月25日公開の日本映画。監督は杉岡知哉、主演は井上祐貴。『ステップ』『虹色デイズ』で助監督を務めた杉岡がメガホンを取る青春ミステリー。

## キャスト
- 吉原暁人 - 井上祐貴
- 石川絵莉子 - 木下彩音
- 井葉有介 - 萩原利久
- 原田澄子 - 森田望智
- 遠藤拓真 - 柾木玲弥
- 上原亜紗美 - 小野花梨
- 野田彩加 - 溝口奈菜
- 澤村涼平 - 遠藤史也
- 宮本智恵 - 搗宮姫奈
- 小川直倫 - 小西詠斗
- 君島耕太 - 宗綱弟
- 藤田真司 - 前原瑞樹
- 高橋菜那 - 栗林藍希
- 谷村志穂 - 赤澤巴菜乃
- 絡まれる男 - 西洋亮
- 松尾肇 - つぶやきシロー
- 八木哲朗 - 米村亮太朗

## スタッフ
- 監督 - 杉岡知哉
- 脚本 - 杉岡知哉
- エグゼクティブプロデューサー - 津嶋敬介
- プロデューサー - 宮川宗生、柴原祐一
- 企画 - 狩野善則
- 撮影 - 東京ロケーションボックス
- 録音・整音 - 高須賀健吾
- 制作プロダクション - ダブ
- 製作幹事・配給 - ラビットハウス映画